# Strahovská knihovna
Strahovská knihovna je historická klášterní knihovna Královské kanonie premonstrátů na Strahově. Nachází se na nádvoří Strahovského kláštera v Praze 1-Hradčanech.
Historická část knihovny ve svém fondu obsahuje přes 200 000 svazků, z toho přes 3000 rukopisů a 1500 prvotisků, uložených ve zvláštním depozitáři.

## Historie knihovny

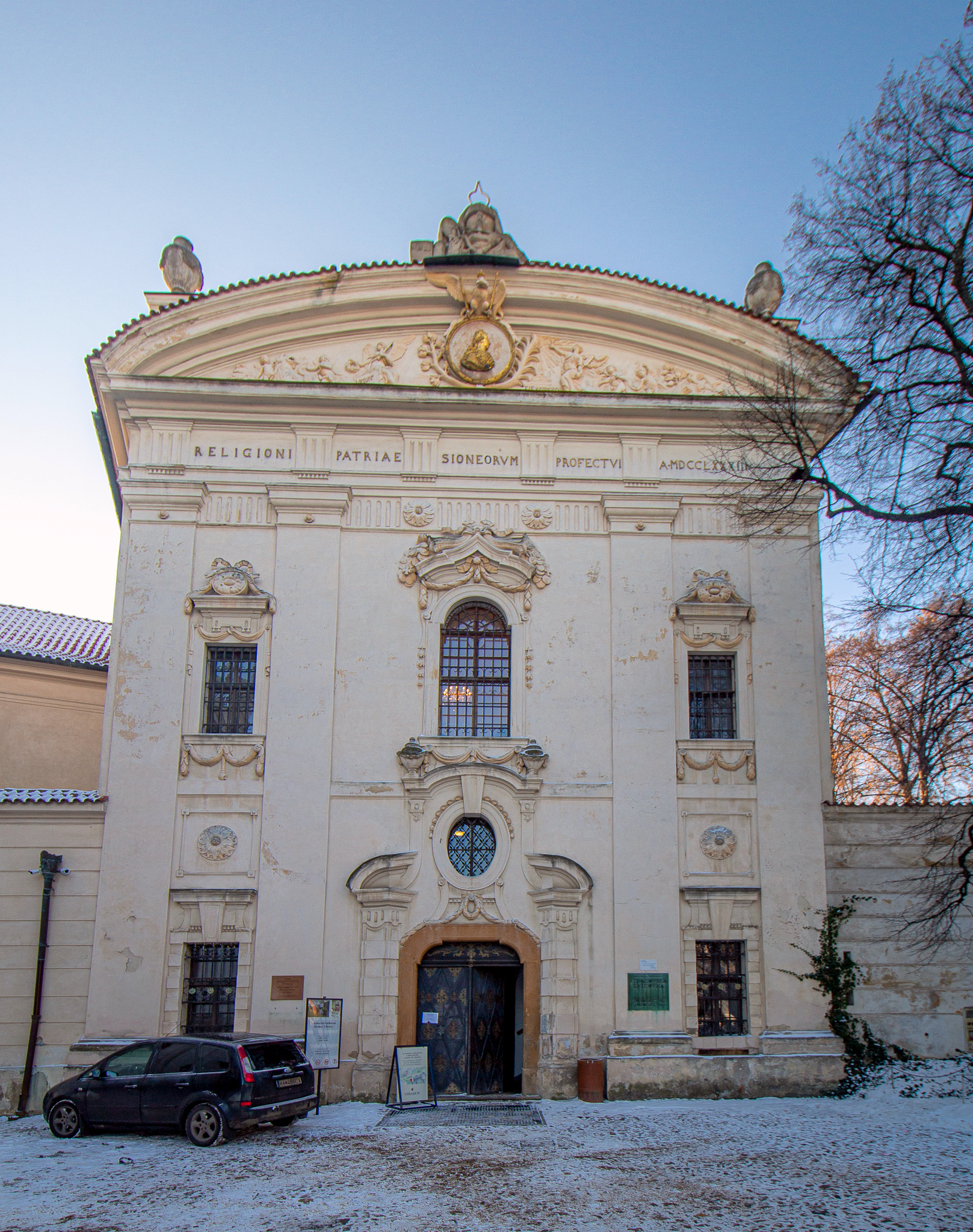
Vstup do knihovny ze Strahovského nádvoří

Knihovna byla v klášteře již od jeho vzniku v roce 1143. Nelze však říci, že by se knihovna vyvíjela kontinuálně, protože klášter v průběhu historie postihla řada pohrom, které se nevyhnuly ani knihám. Nejstarší knihou v knihovně je Strahovský evangeliář, který vznikl zhruba roku 860 v Tours (v l. 2011–2012 byla pořízena jeho faksimile).
V době opata Jana Lohelia byl pro knihovnu vybudován samostatný trakt, v jehož prostorách je dnes klášterní refektář a kuchyně. V době opata Jeronýma Hirnhaima byly v letech 1670–1674 vybudovány nové knihovní prostory (dnešní Teologický sál). Teologický sál byl později rozšířen a vyzdoben freskami strahovského premonstráta Siarda Noseckého. V letech 1783–1785 byl z popudu opata Mayera postaven Filosofický sál, vybavený mobiliářem knihovny zrušeného premonstrátského kláštera v Louce u Znojma.
Po roce 1950 byla knihovna včleněna do Památníku národního písemnictví. Po roce 1989 se knihovna spolu s klášterem vrátila do rukou premonstrátů. V rámci knihovny dnes funguje také čítárna s novou teologickou a encyklopedickou literaturou, fond knihovny je stále rozšiřován (např. z odkazů). Knihovna také vydává různé publikace. Na fungování knihovny se přímo podílejí někteří členové strahovské premonstrátské komunity.

## Popis
Knihovnu tvoří dva sály, Teologický a větší Filosofický, propojené spojovací chodbou.

### Teologický sál

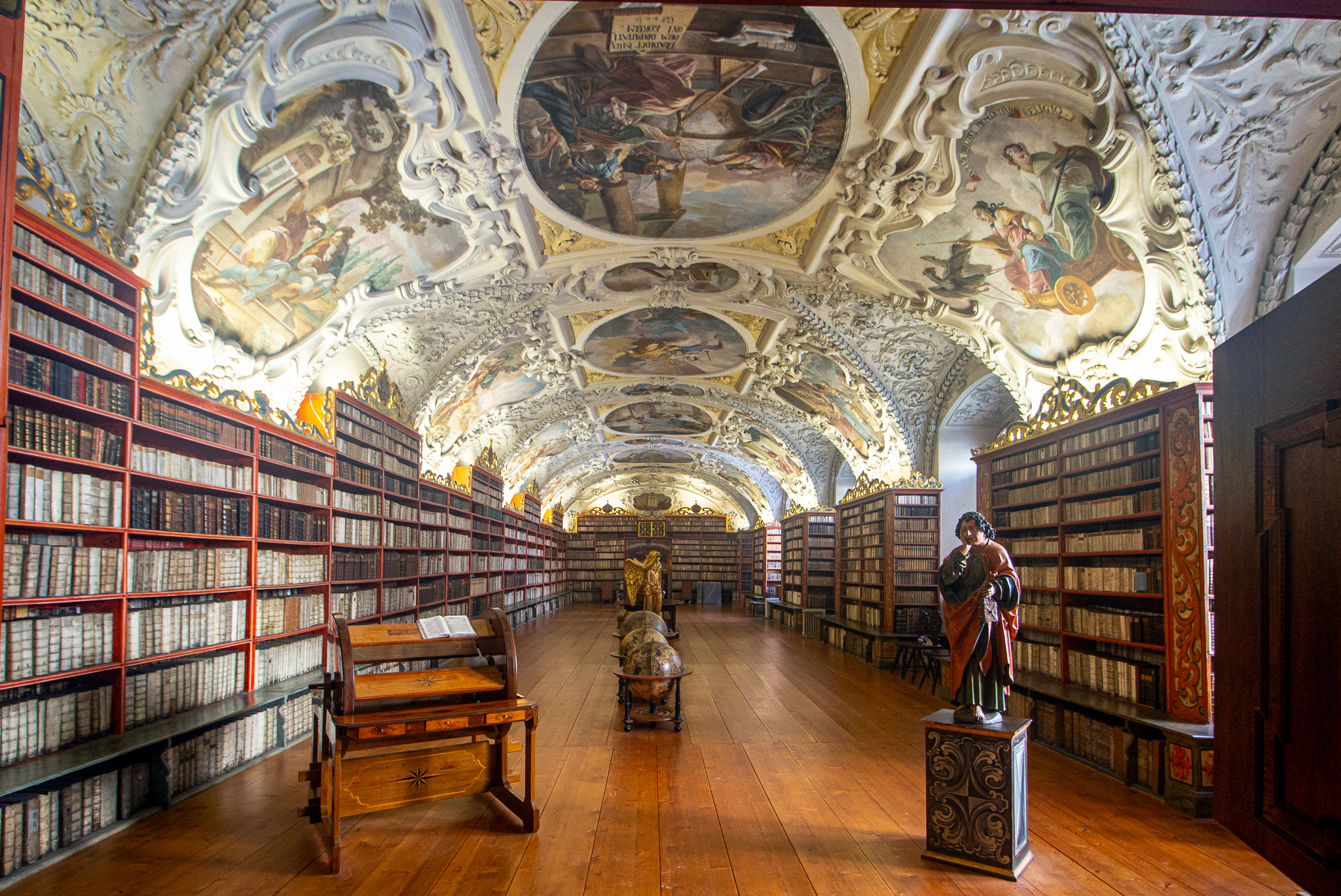
Teologický sál

Nejstarší část dnešní knihovny, tak zvaný Teologický sál, vznikl v letech 1671–1674 podle návrhu a pod vedením Giovanniho Domenica Orsiho. Nástropní fresky od strahovského řeholníka Siarda Noseckého jsou z let 1721–1727. V sále je uložena hlavně teologická literatura, většinu severní stěny pokrývají různá vydání Bible.

### Kabinet kuriozit a spojovací chodba
Obě spojovací chodby slouží také jako knihovny, na západním konci severní spojovací chodby je tak zvaný kabinet kuriozit, předchůdce pozdějších muzeí. V zasklených skříních jsou zde umístěny pozoruhodné přírodniny (lastury, vycpaná zvířata apod.).

### Filosofický sál
Hlavní klenutý sál historické knihovny, nazvaný Filosofický, o rozměrech asi 10 x 32 m sahá přes dvě patra budovy a má zhruba v polovině výšky ochoz. Vznikl úpravou původní sýpky v letech 1783–1785 s novým průčelím od Ignáce Jana Palliardiho a sochami Ignáce Františka Platzera. Roku 1792 byl upraven tak, aby se sem mohl přestěhovat mobiliář knihovny zrušeného kláštera v Louce u Znojma, která byla slavnostně otevřena roku 1778. Nástropní fresku znázorňující duchovní vývoj lidstva namaloval roku 1794 František Antonín Maulbertsch a jeho žák Martin Michl. Velmi podobnou fresku namaloval Maulbertsch již v Loucké knihovně. Původní mobiliář loucké knihovny vyrobil truhlář Jan Lahofer pocházející z Tasovic, jenž skříně s pomocníky rovněž rozložil a v nově postaveném strahovském sále opět složil.

## Program záchrany architektonického dědictví
V rámci Programu záchrany architektonického dědictví bylo v roce 2005 na opravu památky čerpáno 2 000 000 Kč.